# Daiki Miya
Daiki Miya (født 1. april 1996) er en japansk fodboldspiller, som spiller for den japanske fodboldklub Vissel Kobe.